# ساتوکو مابوچی
ساتوکو مابوچی (انگلیسی: Satoko Mabuchi؛ زادهٔ ۱۷ فوریهٔ ۱۹۸۲) بازیکن سافت‌بال اهل ژاپن است.